# Chrysanthos Notaras
Chrysanthos Notaras (též Chrysanthos I. Jeruzalémský; řecky Χρύσανθος Νοταράς, Χρύσανθος Β΄ Ἱεροσολύμων; 1656 nebo 1660 Arachova, † 7. února 1731 Jeruzalém) byl pravoslavný teolog, matematik, astronom a geograf, v letech 1707 až 1731 pravoslavný patriarcha jeruzalémský.

## Život a dílo
Chrysanthos se narodil ve významné řecké rodině Notarasů v roce 1656 nebo 1660 v Arachově v západní Boiótii, v tehdy osmanském Řecku. Vystudoval teologii, filozofii a přírodní vědy na univerzitě v Padově, kde také získal doktorát.
Dále pobýval v Paříži, na univerzitě a na věhlasné astronomické observatoři, kde se stal žákem astronoma Giovanniho Domenica Cassiniho. Šíří oborů společenskovědních a přírodovědných oborů se zařadil mezi přední osvícence a býval nazýván nejvzdělanějším Řekem své doby.
Je znám jako matematik, astronom, geograf a kartograf.
Na vědecké úrovni se věnoval zpracování map. Vytvořil například první úplnou mapu Řecka s řeckými popiskami lokalit.
19. února 1707 byl instalován jeruzalémským patriarchou a jeho úřad trval formálně až do 17. února 1731.
Chrysanthos zemřel v Jeruzalémě 7. února 1731.
| Rok        | Titul řecky                             | Titul latinsky                        | Titul česky               |
| ---------- | --------------------------------------- | ------------------------------------- | ------------------------- |
| Paris 1716 | Εισαγωγή Εις τα Γεωγραφικά και Σφαιρικά | Introductio ad Geometriam et Sphaeram | Úvod do geometrie a sfér  |
| 1724       | Διδασκαλία                              | Didactica                             | Vyučování                 |
| 1728       | Ιστορία και Περιγραφή της Αγίας Γής     | Historia et Descriptio Terrae Sanctae | Dějiny a popis Svaté země |